# Merecz (gmina)
Merecz – dawna gmina wiejska istniejąca na Wileńszczyźnie (obecnie na Litwie). Siedzibą władz gminy było miasteczko Merecz.
Początkowo gmina należała do powiatu trockiego w guberni wileńskiej. 7 czerwca 1919 jednostka weszła w skład utworzonego pod Zarządem Cywilnym Ziem Wschodnich okręgu wileńskiego, przejętego 9 września 1920 przez Tymczasowy Zarząd Terenów Przyfrontowych i Etapowych.
W związku z demarkacją granicy z Litwą Środkową w 1920 roku północna część gminy weszła w skład Litwy Kowieńskiej, natomiast południowy fragment (na prawym brzegu Mereczanki) znalazł się w strefie tzw. pasa neutralnego. Odcinek ten (bez formalnego statusu gminy) przyznano Polsce w lutym 1923 w myśl decyzji Rady Ambasadorów i dołączono do przyległego powiatu grodzieńskiego w woj. białostockim.
Dopiero w 1925 roku z omawianego obszaru (oraz z południowej części dawnej gminy Orany) powstała nowa gmina Marcinkańce w powiecie grodzieńskim w woj. białostockim